# 奧利維亞·薩拉曼卡

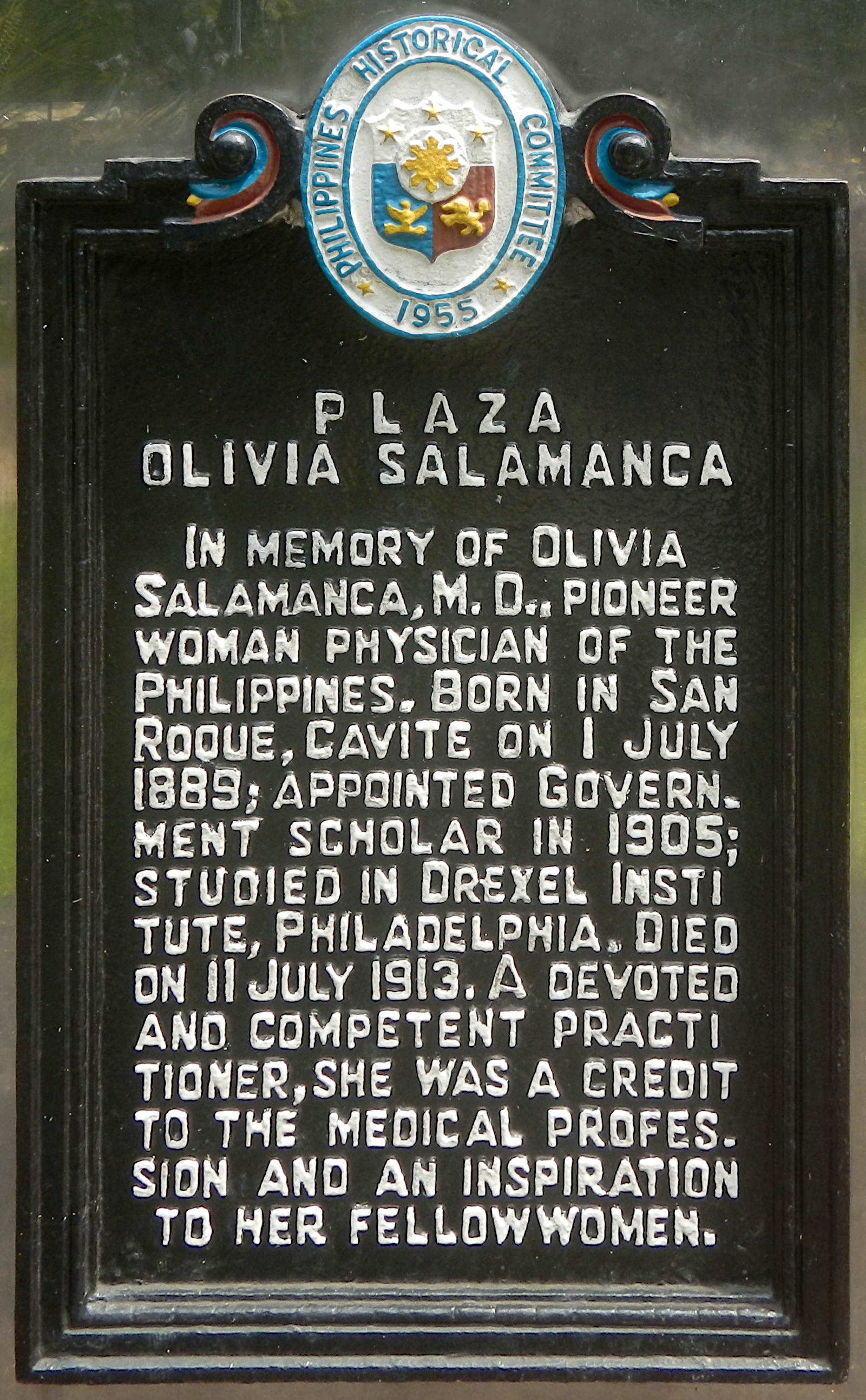
馬尼拉奧利維亞-薩拉曼卡廣場的紀念牌匾

奧利維亞·薩拉曼卡（英語：Olivia Salamanca，1889年7月1日—1913年7月11日）是菲律賓醫生，曾至美國費城賓夕法尼亞女子醫學院接受培訓，是菲律賓第二位女醫生。她在24歲時因肺結核逝世。

## 早年生活與教育
薩拉曼卡於1889年7月1日出生在西屬東印度群島（今菲律賓）甲米地，高中就讀國立甲米地中學，在學期間她能用西班牙語和英語朗誦詩歌，在參加戲劇表演時也表現出了非凡的戲劇天賦，並且在沒有老師的指導下學會彈鋼琴。
她的父親何塞·薩拉曼卡（Jose Salamanca）是一名藥劑師，也是甲米地省一所私立學校的創辦人。薩拉曼卡是菲律賓政府於1905年根據《留美獎學金法案》挑選出的37名菲律賓學生之一（也是三名女性之一），他們受到政府的獎學金資助赴美留學。她在美國明尼蘇達州的聖保羅度過了一年，然後到費城進入賓夕法尼亞女子醫學院學習，在第二年，她獲得解剖學和生理學的獎項，並於1910年6月以「A」等第畢業，成為菲律賓第二位女醫生，而薩拉曼卡當時還不到21歲。在美國期間，她擔任《菲律賓人》的編輯，這是一份由菲律賓學生僑民所創辦的月刊。

## 職業生涯
薩拉曼卡於1910年7月回到菲律賓，同年7月29日，菲律賓抗肺結核協會（Philippine Anti-Tuberculosis Society）成立，她成為協會的創始成員之一和並擔任首任秘書，但隨即在年底她被診斷出患有肺結核。1911年，她被安排到山區城市碧瑤市的醫院工作，以便利用山區的空氣幫助她改善病情。在當時的菲律賓沒有專門治療結核病的方法，病人只能被關在一家名為Santolan的醫院裡。她在1911年的日記中寫道，她是菲律賓第一個接受結核菌素來治療結核病的人，她說：「如果在我身上進行的實驗能夠證明結核菌素對治療結核病有效，我會覺得自己為人類做出了貢獻，如果它失敗了，那麼我也會很高興，因為這將許多人免於（接受結核菌素的）危險」。

## 逝世

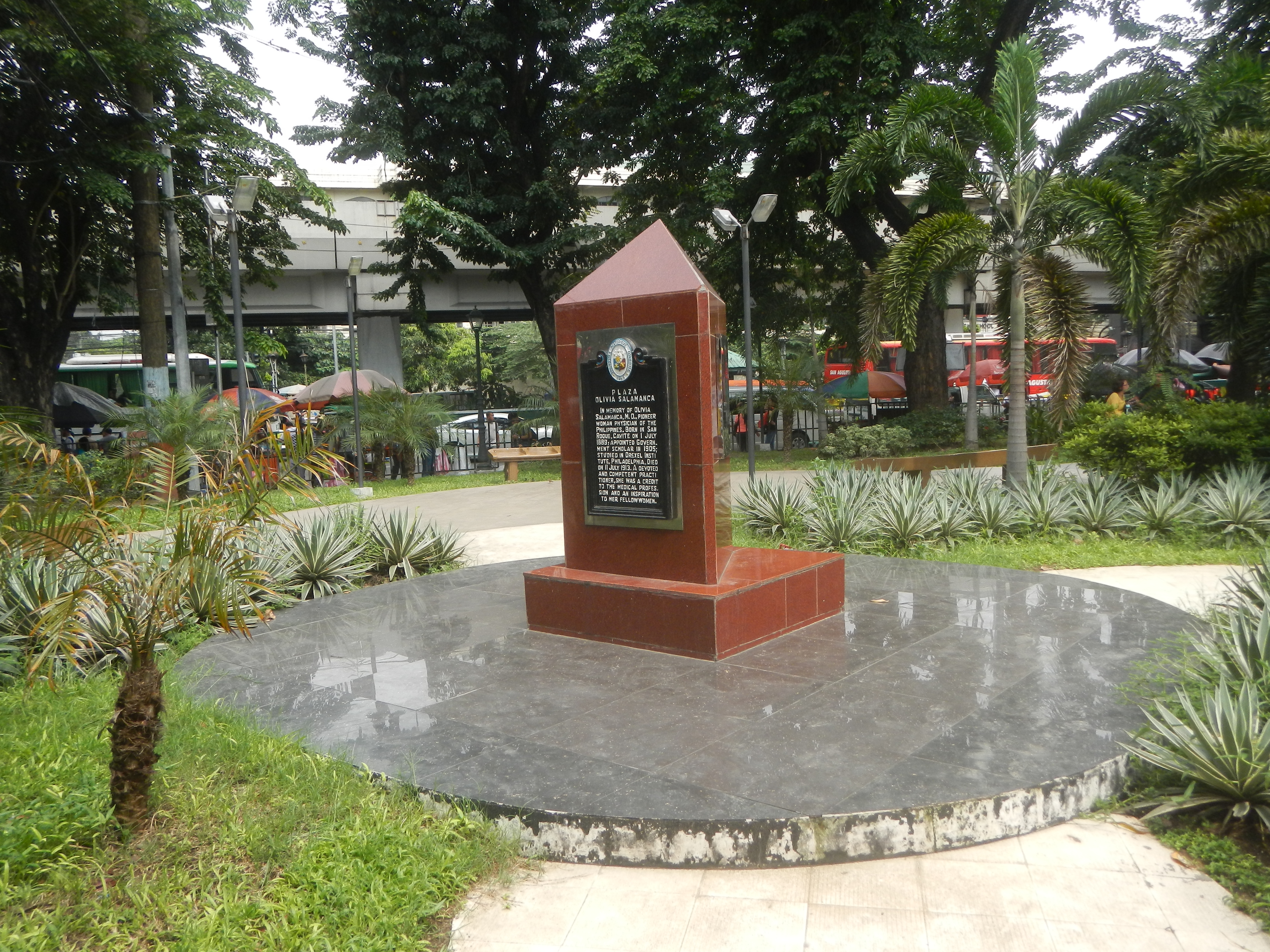
奧利維亞-薩拉曼卡廣場

1912年5月21日，薩拉曼卡離開碧瑤市前往馬尼拉，因為病情並沒有明顯好轉，在菲律賓總醫院短暫住院後，於1913年7月11日離開人世，得年24歲。 

## 後人紀念
菲律賓女醫務人員協會為了紀念薩拉曼卡，在馬尼拉盧納將軍街和T.卡勞街的轉彎處建立了一個奧利維亞-薩拉曼卡廣場，在甲米地也有一間以薩拉曼卡命名的紀念醫院。
1981年，菲律賓歷史學家恩卡納西翁·阿爾索納將部分薩拉曼卡的日記從西班牙語翻譯成英語後寫成短篇論文，並發表在菲律賓國家科學技術研究院。